# Uniwersytet w Sienie
Uniwersytet w Sienie (wł. Università degli Studi di Siena) – państwowa szkoła wyższa z siedzibą w Sienie. Uczelnia ma charakter interdyscyplinarny, dający możliwość podjęcia studiów na piętnastu wydziałach.
Na rok akademicki 2014/2015 uczelnia liczyła 15 533 studentów. Rektorem uczelni jest prof. Angelo Riccaboni.

## Historia
Uniwersytet w Sienie to jedna z pierwszych uczelni powstałych we Włoszech. Pierwszy odnaleziony dokument, który świadczy o istnieniu uniwersytetu pochodzi z 26 grudnia 1240 roku. Dokument ten szczegółowo opisuje model prawny, który opierał się bezpośrednio na organizacji miasta. Osoby, które wynajmowały pokoje studentom, miały obowiązek uiścić miastu opłatę, z której wynagradzało ono nauczycieli.
Uczelnia stała się oficjalnie uniwersytetem Świętego Cesarstwa Rzymskiego, gdy 16 września 1357 roku cesarz Karol IV w Pradze podpisał oficjalny dyplom. Dyplom ten zezwalał na nadawanie stopni naukowych na wszystkich wydziałach uniwersytetu, z wyjątkiem Wydziału Teologicznego.
Przed końcem XIV wieku biskup miasta zaproponował utworzenie kolegium, które wybudowano kilkanaście lat później, w 1416 roku.

## Godło
Emblemat uniwersytetu został stworzony w 1925 roku w wyniku zarządzenia Ministerstwa Edukacji w sprawie standaryzacji emblematów, aby wszystkie krajowe uczelnie miały własne godło.
Oficjalne godło uczelni pokazuje po lewej herb miasta Siena, pośrodku św. Katarzynę Aleksandryjską, a po prawej orła cesarskiego Karola IV.

## Struktura uniwersytetu
W skład uczelni wchodzi 15 wydziałów:
- Dipartimento di biotecnologie mediche
- Dipartimento di biotecnologie, chimica e farmacia
- Dipartimento di economia politica e statistica
- Dipartimento di filologia e critica delle letterature antiche e moderne
- Dipartimento di giurisprudenza
- Dipartimento di ingegneria dell'informazione e scienze matematiche
- Dipartimento di medicina molecolare e dello sviluppo
- Dipartimento di scienze della formazione, scienze umane e della comunicazione interculturale
- Dipartimento di scienze della vita
- Dipartimento di scienze fisiche, della terra e dell'ambiente
- Dipartimento di scienze mediche, chirurgiche e neuroscienze
- Dipartimento di scienze politiche e internazionali
- Dipartimento di scienze sociali, politiche e cognitive
- Dipartimento di scienze storiche e dei beni culturali
- Dipartimento di studi aziendali e giuridici